# Zmuttgletscher

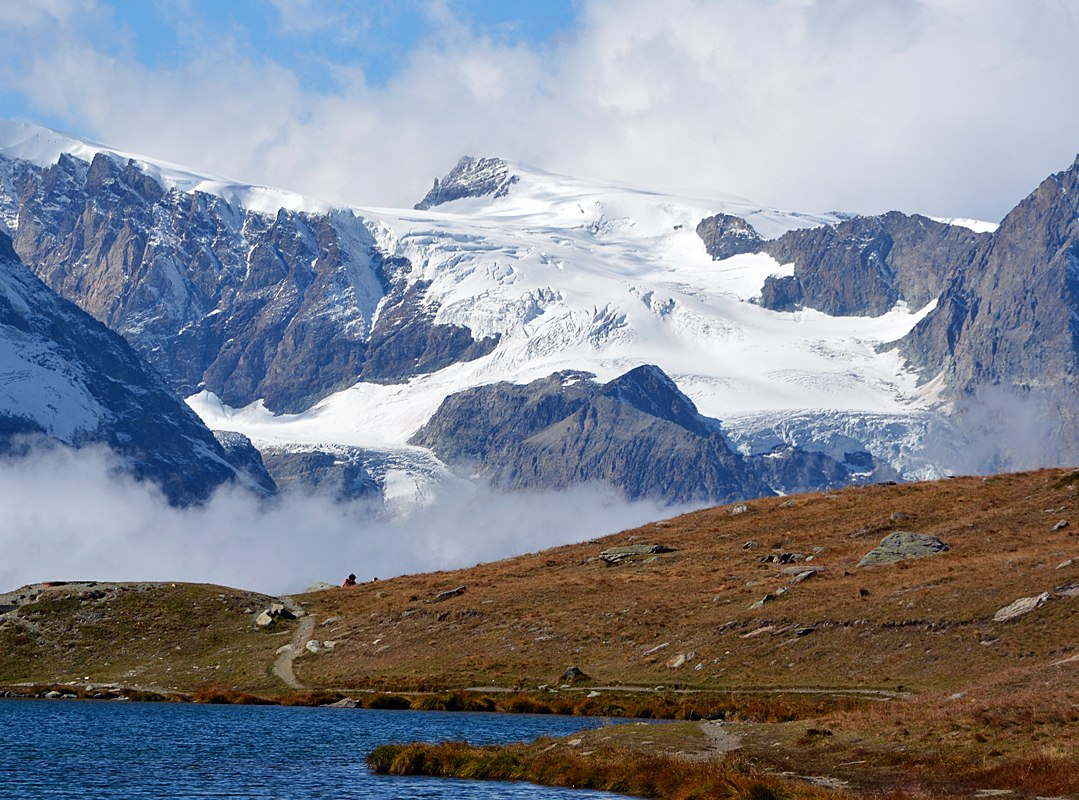
Blick auf den Stockjigletscher vom Stellisee aus

Der Zmuttgletscher ist ein Talgletscher in den Walliser Alpen südwestlich von Zermatt, nahe der südlichen Landesgrenze der Schweiz. Im Jahr 2000 betrug die Länge 6,5 km. Im Jahr 2016 bedeckte er einschliesslich seiner Tributärgletscher eine Fläche etwa 15 km².
Seinen Namen hat der von der Sommersiedlung Zmutt südwestlich oberhalb von Zermatt.

## Lage
Der Zmuttgletscher entsteht unterhalb des Stockji (3092 m ü. M.) aus der Vereinigung von drei Gletscherarmen. Der Hauptgletscher ist der Tiefmattengletscher, der einerseits am Westfuss des Matterhorns, andererseits an der Nord- und Nordwestflanke der Dent d’Hérens seinen Ausgangspunkt nimmt. Den zweiten Arm bildet der Schönbielgletscher, der seinen Ursprung an der Südflanke der Dent Blanche hat und anschliessend entlang dem Felsgrat der Wandfluh nach Süden fliesst. Der dritte Tributärgletscher ist der Stockjigletscher, der auf der firnbedeckten Tête de Valpelline (3799 m ü. M.) beginnt, nach Nordosten fliesst, sich am Stockji in zwei Arme aufteilt und sowohl mit dem Tiefmatten- als auch mit dem Schönbielgletscher in Verbindung steht. Das Stockji ist deshalb ein Nunatak, ein vollständig von Eisströmen umgebener Berg. Der Zmuttgletscher liegt am Alpenhauptkamm, Niederschläge werden sowohl aus dem Norden als auch aus dem Süden herantransportiert. Hinzu kommt ein bedeutender Beitrag von Lawinen zur Akkumulation.
Nach der Vereinigung der drei Gletscher fliesst der Zmuttgletscher ostwärts, flankiert vom Matterhorn im Süden und dem Ober Gabelhorn im Norden. Auf diesem letzten Teilstück ist die Eisoberfläche bedeckt durch Seiten- und Mittelmoränenmaterial sowie von Geröllschutt, welcher sich von den steilen seitlichen Hängen gelöst hat. Die Gletscherzunge liegt auf einer Höhe von etwa 2250 m.
Der Zmuttgletscher entwässert in den Zmuttbach, der sich im Talkessel von Zermatt mit der Gornera und dem Findelbach zur Matter Vispa vereinigt, welche durch das Mattertal zur Rhone fliesst. Das mit Abstand meiste Wasser wird allerdings, nachdem es durch mehrere unterhalb der Gletscherzunge gelegene Absetzbecken geflossen ist, in denen es von Schlick gesäubert wird, unterirdisch in den Lac des Dix abgeleitet und dient dort der Stromerzeugung.

## Entwicklung
Seit dem Hochstadium während der Kleinen Eiszeit um die Mitte des 19. Jahrhunderts hat sich der Zmuttgletscher bis 2017 rund 2 km zurückgezogen. Laut einer Untersuchung aus dem Jahr 2019 nahm die Gletscherfläche von 21,24 km² auf etwa 15,74 km² im Jahr 2013 ab. Eine zunehmende Geröllbedeckung hat die Längen- und Flächenverluste zeitweise verlangsamt, der Massenverlust hat sich jedoch seit Beginn der 2000er Jahre beschleunigt (→ Gletscherschwund seit 1850). Die Fließgeschwindigkeiten des Gletschereises haben stark abgenommen.
| Jahr         | 1850 | 1973 | 1999/2000 | 2010         |
| Fläche (km²) | 19,8 | 16,9 | 14,9      | 14,82 (2016) |
| Länge (km)   | 8,6  | 6,7  | 6,5       | 7,87         |

## Weiteres
Nördlich oberhalb des Zusammenflusses von Tiefmatten- und Schönbielgletscher befindet sich auf 2694 m ü. M. die Schönbielhütte des Schweizer Alpen-Clubs, welche Ausgangspunkt für Bergbesteigungen und ausgedehnte Gletschertouren ist.